# Mirosław Kalinowski (ur. 1960)
Mirosław II Kalinowski (ur. 15 lutego 1960 w Prudniku) – polski koszykarz występujący na pozycji obrońcy, trzykrotny mistrz Polski.

## Życiorys
W wieku 14 lat debiutował w seniorskim zespole Pogoni Prudnik. Trafił do sportowej szkoły we Wrocławiu i do drużyny Śląska Wrocław (niespokrewniony z występującym wówczas w Śląsku Wrocław Jackiem Kalinowskim). Był kapitanem drużyny narodowej juniorów starszych.
Po wprowadzeniu stanu wojennego w 1981 otrzymał nakaz pracy w szpitalu. Został zdemilitaryzowany. Postanowił powrócić do Pogoni Prudnik, w której grał w latach 1982–1986. Następnie przeszedł do Zastalu Zielona Góra.
Jego karierę sportową przerwała kontuzja ścięgna Achillesa. Rozpoczął działalność gospodarczą.
Koszykarzami zostali także jego synowie Jarosław oraz Dariusz.

## Osiągnięcia
Drużynowe
- Mistrz Polski (1979, 1980, 1981)
- Zdobywca pucharu Polski (1980)
- Awans do II klasy rozgrywkowej z Pogonią Prudnik (1982)[4]

Indywidualne
- Lider strzelców II ligi (1986)[3]

Reprezentacja
- Uczestnik mistrzostw Europy U–16 (1977 – 9. miejsce)[5]